# اسطوره‌آفرینی
اسطوره‌آفرینی (Mythopoeia) یا ابداع افسانه، یک سبک روایی در ادبیات امروزی و فیلم‌سازی است که در آن یک مؤلف شخصاً مجموعه‌ای از افسانه‌ها و اسطوره‌های تخیلی خود را ابداع می‌کند. هنگامی که یک اسطوره یا افسانه در پی سده‌ها سنت شفاهی و تدریجی پدید نیامده باشد بلکه توسط یک نویسنده در مدتی کوتاه ابداع و پرورده شده‌باشد، این امر را اسطوره‌آفرینی می‌گویند.
البته مؤلفان این سبک معمولاً از موضوعات اسطوره‌ای قدیمی و کهن‌الگوهای موجود نیز در آفریدن اثر خود بهره می‌گیرند.
تالکین در دهه ۱۹۳۰ برای تألیفات خود واژه اسطوره‌آفرینی را به‌کار برد و این واژه از آن پس رواج پیدا کرد.
از دیگر مؤلفان اسطوره‌آفرین می‌توان به هوارد فیلیپس لاوکرفت، ویلیام بلیک، سی. اس. لوئیس، مروین پیک، جرج مک‌دونالد، و ادوارد پلانکت اشاره کرد.